# The Terrorist Handbook
The Terrorist Handbook é um documento, disponível em muitos lugares na World Wide Web, que apresenta detalhadas instruções para construir várias armas e explosivos.
Entre as substâncias químicas para as quais são apresentados métodos de preparação e obtenção, são citados pólvora negra, nitrato de amônio, ácido nítrico, ácido sulfúrico, triiodeto de nitrogênio, fulminato de mercúrio, nitroglicerina, picratos, nitrocelulose, percloratos, "ANFO", T.N.T., clorato de potássio, picrato de amônio, tricloreto de nitrogênio e termita, incluindo variações e disposições de tais substâncias em aparatos explosivos.